# Ayelet Cohen
Ayelet Cohen (in ebraico איילת כהן‎?; Gerusalemme, 19 maggio 1985) è un'ex cestista israeliana.
Alta 170 cm, giocava come guardia.

## Carriera
Con Israele ha disputato i Campionati europei del 2007.